# إساءة

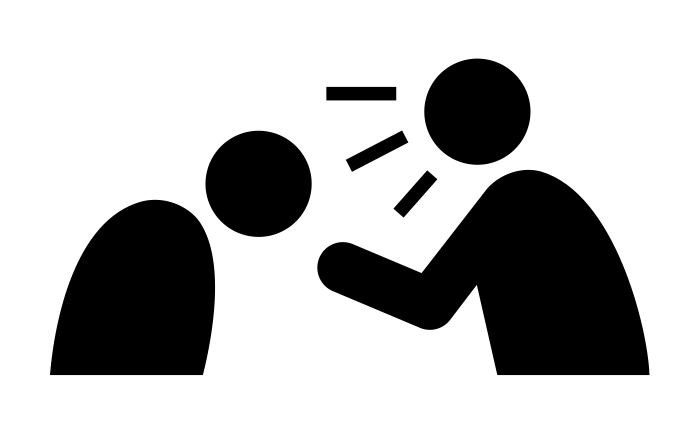

الإساءة (أو الانتهاك) هو وصف عام يشمل المعاملة السيئة والإتيان بالقبيح من القول والفعل. كما تشير إلى إساءة استخدام صلاحيات أو مسؤولية مناط بها شخص ما بالقيام بأعمال مشينة، والتي يعاقب عليها القانون.

## أمثلة
من أمثلة الإساءة:
- إساءة لفظية
- إساءة معاملة المسنين
- الإساءة إلى ذوي الاحتياجات الخاصة
- الانتهاك الجنسي والتحرش الجنسي بالأطفال
- إساءة معاملة السجناء
- إساءة (خلق)